# Truppführer

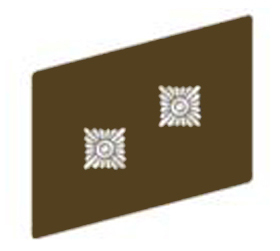
De kraagspiegel van een SA-Truppführer.

Truppführer (Nederlands: Troepleider) was een door de Nationaalsocialistische Duitse Arbeiderspartij ingestelde paramilitaire rang. Deze rang werd in 1930 gecreëerd voor de Sturmabteilung. De rang van Truppführer ontstond uit het eerste vrijkorps, waarvan zijn origine weer uit Eerste Wereldoorlog stamde.
Als een SA-rang was de Truppführer het equivalent van een sergeant of sergeant 1e klasse. De rang van een SA-Truppführer werd in eerst instantie hoger ingeschaald dan die van een SA-Scharführer, maar na 1932 werd deze boven de rang van SA-Oberscharführer ingeschaald. Het insigne bestond uit twee zilveren vierkant gepositioneerd op de kraag als rechtopstaande ruiten, op een zwarte kraagspiegel.
Een Truppführer diende als een SA-onderofficier van een pelotonsgrootte SA-Truppen, die gezamenlijk weer een compagniesgrootte SA-Sturm vormde. De verantwoordelijkheden van een Truppführer groeide naarmate hij tot Obertruppführer en Haupttruppführer bevorderd werd. Het aantal manschappen dat onder zijn bevel stonden groeide daarmee ook.
Tussen 1930 en 1934, werd de benaming van een Truppführer ook in de SS gebruikt. De rang werd afgeschaft na de Nacht van de Lange Messen, en werd hernoemd in SS-Oberscharführer.